# Randstad Holding
Die Randstad N.V. ist ein internationaler Personaldienstleister mit Sitz in Diemen bei Amsterdam. Der Name geht auf das gleichnamige Ballungsgebiet im Westen der Niederlande zurück, wo das Unternehmen gegründet wurde. Randstad ist heute in 39 Ländern vertreten, darunter auch in Deutschland mit der Randstad Deutschland GmbH & Co. KG.
Im März 2018 wurde Randstad zum größten Personaldienstleister weltweit. Im Jahr 2024 erzielte der Konzern mit rund 41.400 internen Mitarbeitern einen Umsatz von 24,1 Milliarden Euro. 

## Geschichte

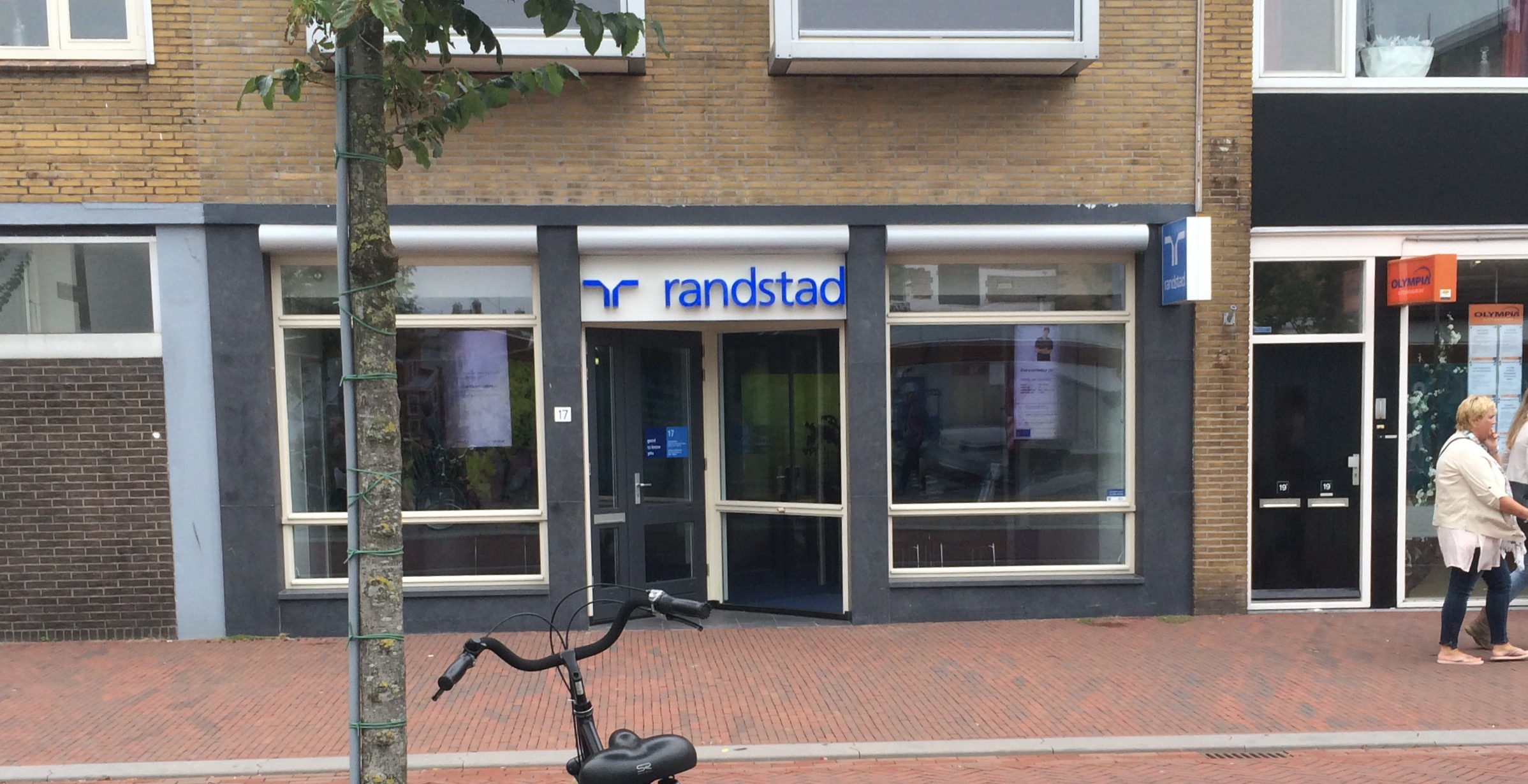
Filiale von Randstad

1960 gründete Frits Goldschmeding das Unternehmen Randstad in Amstelveen – damals unter dem Namen „Uitzendbureau Amstelveen“, 1964 wurde es in „Randstad Uitzendbureau“ umbenannt. 1965 begann die Ausweitung nach Belgien, wenig später erfolgte die Erschließung der Märkte in England und Deutschland. 1978 wurde der Unternehmensname in „Randstad Holding nv“ geändert. Zwanzig Jahre nach der Gründung lag der Konzernumsatz bei 500 Millionen Niederländischen Gulden (umgerechnet: 226 Millionen Euro). 2018 wurde der Name in „Randstad N.V.“ geändert.
Zum 25-jährigen Bestehen 1985 war Randstad mit 257 Ablegern in vier Ländern (1.600 innerbetriebliche Mitarbeiter, 35.000 Zeitarbeitnehmer) aktiv. Fünf Jahre später folgte die Erstnotierung der Randstad Holding an der Euronext Amsterdam. Das Nettoeinkommen betrug mehr als 90 Millionen Niederländische Gulden (40 Millionen Euro). Im selben Jahr eröffnete der neue Hauptsitz in Diemen.
Die Übernahme der „Flex Group“ im Jahr 1992 war die bis dato größte Akquisition von Randstad, ein Jahr später folgen die Personaldienstleister „Temp Force“ und „Jane Jones“ und der damit verbundene Eintritt in den amerikanischen Markt. Zur Unterstützung der Olympischen Sommerspiele in Atlanta 1996 setzte das Unternehmen 16.000 Mitarbeiter ein.
1998 übernahm Hans Zwarts die Position des Vorstandsvorsitzenden und löste damit den Gründer Frits Goldschmeding ab. Im Jahr 2000 feierte der Konzern sein 40-jähriges Bestehen, der Umsatz betrug 13 Milliarden Niederländische Gulden (umgerechnet 5,8 Milliarden Euro). Zwei Jahre darauf wurde Cleem Farla zum Vorstandsvorsitzenden, der bereits ein Jahr später (2003) aus gesundheitlichen Gründen von Ben Noteboom abgelöst wurde.
2004 begann das Unternehmen seine Geschäftsaktivitäten in Polen, mit der Übernahme von „Intersource“ und „Job Net“ wurde Randstad dort zum Marktführer. 2005 übernahm Randstad „Galilei“ in Belgien, „Gamma Dienstverlening“ in den Niederlanden und „Martin Ward Anderson“ in Großbritannien, ein Jahr später kamen unter anderem „Bindan“ und Teccon in Deutschland, „Team4U“ in Indien und „Talent Shanghai“ in China hinzu. Im Jahr 2008 übernahm Randstad den Mitbewerber Vedior.

## Struktur
Von den 20,7 Milliarden Euro, die Randstad im Jahr 2020 umsetzen konnte, bildet das Segment der Leiharbeit („Staffing“) mit 48 % den größten Anteil am Gesamtumsatz des Konzerns. Das Segment der „Inhouse Services“ (die Übernahme der Koordination und Betreuung der Zeitarbeitnehmer beim Kundenunternehmen vor Ort durch Mitarbeiter des Unternehmens) ist mit 24 % an zweiter Stelle. 23 % des Umsatzes entfallen auf das „Professionals“-Segment (die Rekrutierung von Führungskräften).